# Włodzimierz Wesołowski
Włodzimierz Józef Wesołowski (ur. 25 listopada 1929 w Borysławicach, zm. 21 listopada 2020 w Warszawie) – polski socjolog.

## Przebieg kariery zawodowej
Maturę uzyskał w III Państwowym Liceum im. Żeromskiego w Łodzi. Pierwszy stopień studiów w latach 1949–1952 ukończył w Uniwersytecie Łódzkim uczęszczając na wykłady i seminaria profesorów Józefa Chałasińskiego i Jana Szczepańskiego. Drugi stopień, magisterium, ukończył w latach 1952–1954 w Uniwersytecie Warszawskim studiując pod kierunkiem prof. Juliana Hochfelda. W tymże samym Uniwersytecie zdobył stopień doktora w 1962, a stopień doktora habilitowanego w 1964. W latach 1954–1964 pracował na stanowiskach asystenta i adiunkta w Katedrze Socjologii Polityki UW. W 1964 jako docent habilitowany objął Katedrę Socjologii Ogólnej w Uniwersytecie Łódzkim. W tym Uniwersytecie wraz z asystentami przeprowadził badanie struktury społeczno-zawodowej Łodzi. W 1968 wrócił do Uniwersytetu Warszawskiego, gdzie objął kierownictwo Katedry Socjologii Ogólnej. W 1972 wziął urlop do pracy naukowej w Instytucie Filozofii i Socjologii PAN, gdzie prowadził badania nad zróżnicowaniem społeczno-zawodowym, warstwowym i klasowym społeczeństwa polskiego. Kontynuował te badania, wraz z zespołem przez całe lata siedemdziesiąte. W latach 1974–1980 kontynuując prace dydaktyczne i badawcze równocześnie pełnił funkcje zastępcy dyrektora ds. badawczych nowo utworzonego Instytutu Podstawowych Problemów Marksizmu i Leninizmu przy KC PZPR. W latach 70. był członkiem Rady Redakcyjnej organu teoretycznego i politycznego KC PZPR Nowe Drogi. Na VII Zjeździe PZPR w grudniu 1975 wybrany na zastępcę członka Komitetu Centralnego PZPR (do 1980).
W 1980 skoncentrował swoją działalność na pracy badawczej i dydaktycznej w Instytucie Filozofii i Socjologii PAN. Po wprowadzeniu w Polsce stanu wojennego wystąpił z PZPR. Zrealizował serię badań nad parlamentarzystami polskimi w oparciu o granty KBN. Prowadził seminaria doktoranckie z socjologii polityki w międzynarodowej Szkole Nauk Społecznych (Graduated School for Social Research) przy IFiS PAN. Po przejściu na emeryturę w roku 1999 nadal prowadził badania nad elitą polityczną i ekonomiczną w IFiS PAN, a zajęcia dydaktyczne koncentrował w Collegium Civitas, gdzie był zatrudniony na etacie. W latach 2005–2009 uczestniczył w międzynarodowym programie badawczym na temat elit parlamentarnych i gospodarczych w ramach Szóstego Ramowego Programu Badawczego Unii Europejskiej (Projekt INTUNE).
Wśród wypromowanych przez niego doktorów znaleźli się, m.in.: Grażyna Gęsicka (1985), Bohdan Szklarski (1996) oraz Aneta Gawkowska (2001).
Syn Eugeniusza i Zofii Olszewskiej. Pochowany na Cmentarzu w Wilanowie.

## Podstawowe publikacje
- Studia z socjologii klas i warstw społecznych Warszawa KiW 1962
- Klasy, warstwy i władza Warszawa PWN 1964 (przetłumaczona m.in. na język angielski, czeski, portugalski, rosyjski)
- Zróżnicowanie społeczne (red.) Wrocław-Warszawa Ossolineum 1970
- Teoria, badania, praktyka; z problematyki struktury klasowej KiW Warszawa 1978
- Social structure and change; Finland and Poland Comparative Perspective PWN-Polish Scientific Publishers Warszawa 1980
- Ruchliwość a teoria struktury społecznej (wspólnie z B. Machem) PWN Warszawa 1982 (przetłumaczona na język angielski i włoski)
- Systemowe funkcje ruchliwości społecznej w Polsce (wspólnie z B. Machem) IFiS PAN Warszawa 1986
- Typologie podziałów społecznych i identyfikacje jednostek IFiS PAN Warszawa 1989
- Partie: nieustanne kłopoty Wydawnictwo IFiS PAN Warszawa 2001
- Świat elity politycznej (red. wspólnie z I. Pańków) IFiS PAN Warszawa 1995
- Polityka i Sejm.Formowanie się elity politycznej (red. wspólnie z B.Post) Wyd.Sejmowe Warszawa 1998
- Postcommunist Elites and Democracy in Eastern Europe (red. wspólnie z J. Higley i J. Pakulski) MacMillan Press LTD Londyn 1998
- Obciążeni polityką (red.) Wydawnictwo IFiS PAN Warszawa 2004
- Koncepcje polityki (red.) Instytut Studiów Politycznych PAN, Collegium Civitas i Wydawnictwo Naukowe SCHOLAR, Warszawa 2010

## Staże naukowe i wykłady zagraniczne
- 1958–59 – stypendysta Fundacji Forda, Columbia University, New York oraz University of California, Berkeley, California (USA)
- 1965 (III–VI) – stypendysta Ecole Pratique des Hautes Etudes, Paryż, Francja
- 1971–72 – wykładowca (Visiting Professor). Wydział Nauk Społecznych, University of East Anglia, Norwich, Anglia
- 1976 (II–V) – wykładowca (Visiting Professor), Wydział Socjologii, Uniwersytet Sztokholmski, Szwecja
- 1978 (III–VI) – wykładowca (Visiting Professor), Wydział Socjologii, Konstantz Universität, Niemcy
- 1981–82 oraz 1990–91 – zaproszony badacz (Visiting Scientist), Laboratory of Socio-enviromental Studies, National Institute of Mental Health, Bethesda, Maryland, USA
- 1992 – zaproszony członek College’u (Visiting Fellow), Stypendysta Funduszu Fowler Hamilton, Christ Church, University of Oxford

## Tytuły honorowe[6]
- Zagraniczny Członek Honorowy American Academy of Arts and Sciences (od 1988)
- Doktor Honoris Causa Uniwersytetu Helsińskiego (1989)
- Członek Akademii Europejskiej (od 1993 r.)

## Nagrody
- Nagroda "Trybuny Ludu" (1976)[7]

## Praca w redakcjach
- Członek Rady Redakcyjnej Polish Sociological Review Warszawa, Kwartalnik Polskiego Towarzystwa Socjologicznego.
- Member of the Editorial Board Perspectives on European Politics and Society, Routledge/Taylor & Francis